# RSA Security

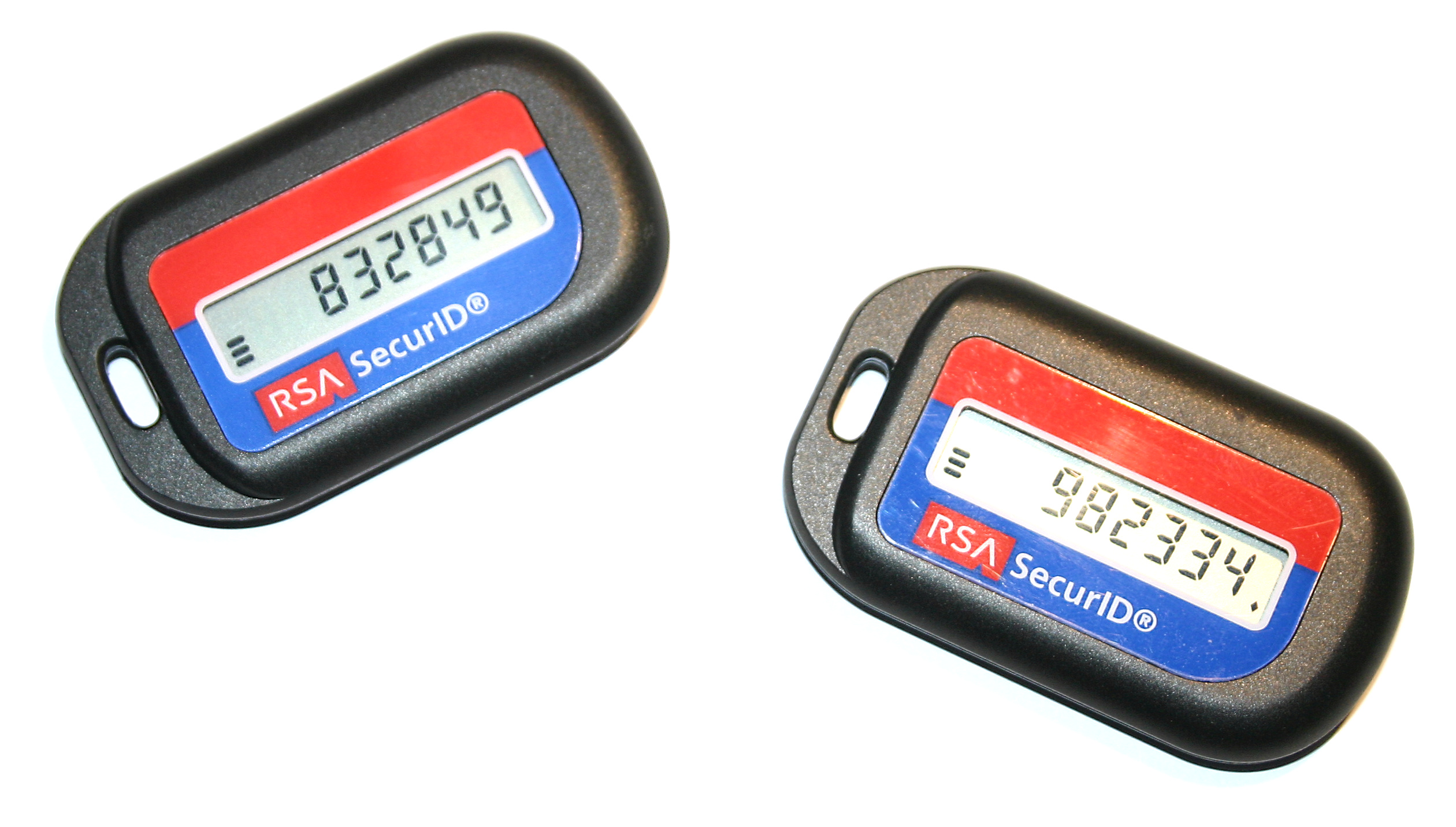
Bild på en av RSA Securitys produkter: Securid.

RSA, säkerhetsdivisionen inom EMC (engelska: RSA, The Security Division of EMC Corporation) är ett amerikanskt företag med huvudkontor i Bedford i Massachusetts i USA. Företaget namngavs efter krypteringsalgoritmen RSA, som i sin tur fick namnet av dess uppfinnare Ron Rivest, Adi Shamir och Len Adleman.
Bland företagets mest välkända produkter finns krypteringsbiblioteket RSA BSAFE och autentiseringmekanismen SecurID. 

## Historia
Kryptograferna Ron Rivest, Adi Shamir och professorn i datavetenskap Leonard Adleman uppfann krypteringsalgoritmen RSA 1977 och grundade företaget RSA Data Security 1982.
- 1995 grundade RSA Data Security företaget Digital Certificates International mer känt idag som Verisign som säljer digitala certifikat.[6]
- Företaget Security Dynamics förvärvar RSA Data Security under juli 1996 och det svenska företaget DynaSoft AB under 1997.[7]
- Under januari 1997 initierar man tävlingen DES Challenges som ledde till att man för första gången knäckte ett meddelande baserat på krypteringsalgoritmen Data Encryption Standard (DES).[8][9]
- I februari 2001 förvärvade man företaget Xcert International, Inc. som utvecklade och sålde produkter baserade på digital certifikat för e-handelsbranschen.[10]
- I maj 2001 förvärvade man 3-G International, Inc. som utvecklade och sålde smarta kort och andra biometriska autentiseringsprodukter.[11]
- Under augusti 2001 förvärvade man Securant Technologies, Inc. ett privat bolag som producerat produkten ClearTrust som användes för att hantera identiteter.[12][13]
- I december 2005 förvärvade man Cyota som tidigare specialiserats sig på onlinesäkerhet och lösningar mot bedrägeri för finansiella institutioner.[14]
- I april 2006 förvärvades företaget PassMark Security.[15]
- Den 29 juni 2006 annonserades det ut att företaget EMC Corporation lagt ett bud på RSA Security värt 2,1 miljarder USD.[2]
- Den 14 september 2006 godkände aktieägarna i RSA budet från EMC Corporation.[16]
- Under 2007 förvärvade RSA företaget Valyd Software, ett indiskt företag baserat i Hyderabad som specialiserat sig på fil- och datasäkerhet.[17][18]
- Under 2009 lanserade RSA projektet RSA Share Project och som en del av detta projektet släppte man delar av kodbiblioteket RSA BSAFE som fritt.[19]
- Under 2010 introducerade företaget en säkerhetstjänst mot cyberbrottslighet för att hjälpa organisationer och företag att identifiera datorer, informationstillgångar och identiteter som blivit infekterade av trojanska hästar eller liknande attacker.[20]